# استراژ ناد نژارکو
استراژ ناد نژارکو (به چکی: Stráž nad Nežárkou) یک منطقهٔ مسکونی و شهرستان دارای شهرک سابقاً روستا در جمهوری چک است که در شهرستان ییندرژیخوف هرادتس واقع شده‌است. استراژ ناد نژارکو ۸۴۶ نفر جمعیت دارد.